# Chessington
Chessington est une agglomération située dans le borough londonien de Kingston upon Thames, dans le Grand Londres, proche de la frontière avec le comté du Surrey. En 2011, elle compte 18973 habitants. Elle accueille le parc à thème Chessington World of Adventures.